# Ghiacciaio Evans (Dipendenza di Ross)
Il ghiacciaio Evans è un ghiacciaio tributario lungo circa 15 km situato sulla costa di Shackleton, all'interno della regione sud-occidentale della Dipendenza di Ross, nell'Antartide orientale. Il ghiacciaio, il cui punto più alto si trova a circa 2600 m s.l.m., fluisce in direzione est a partire dal versante orientale del monte Anne, nei monti della Regina Alessandra, e scorrendo a fianco del versante meridionale dei colli Owens fino a unire il proprio flusso quello del ghiacciaio Beardmore.

## Storia
Il ghiacciaio Evans è stato scoperto durante la spedizione Nimrod (conosciuta anche come spedizione antartica britannica 1907-09), condotta dal 1907 al 1909 e comandata da Ernest Henry Shackleton, ma è stato così battezzato solo in seguito dai membri di una spedizione neozelandese di esplorazione antartica effettuata nel 1961-62 in onore di Edgar Evans, uno dei membri della Spedizione Terra Nova, condotta dal 1910 al 1913 e comandata da Robert Falcon Scott, che morì nell'area del ghiacciaio.